# Kitaaiki
Kitaaiki (jap. 北相木村 Kitaaiki-mura) – wieś w Japonii, na wyspie Honsiu, w prefekturze Nagano. Według danych na rok 2020 miejscowość zamieszkiwało 752 mieszkańców , a gęstość zaludnienia wyniosła 13,4 os./km².